# Gobernador Gálvez
Gobernador Gálvez är en ort i Argentina.   Den ligger i provinsen Santa Fe, i den centrala delen av landet, 270 km nordväst om huvudstaden Buenos Aires. Gobernador Gálvez ligger 28 meter över havet och antalet invånare är 74 650.
Terrängen runt Gobernador Gálvez är platt. Runt Gobernador Gálvez är det tätbefolkat, med 442 invånare per kvadratkilometer.. Närmaste större samhälle är Rosario, 9,3 km norr om Gobernador Gálvez. 
Trakten runt Gobernador Gálvez består huvudsakligen av våtmarker.